# Gorno Cerowene
Gorno Cerowene (bułg. Горно Церовене) – wieś w Bułgarii, w obwodzie Montana, w gminie Montana. Według danych szacunkowych Ujednoliconego Systemu Ewidencji Ludności oraz Usług Administracyjnych dla Ludności, 15 września 2023 roku miejscowość liczyła 481 mieszkańców.

## Osoby związane z miejscowością

### Urodzeni
- Jordanka Błagoewa (1947) – bułgarska lekkoatletka
- Goco Petrow (1874–1916) – bułgarski prawnik i porucznik